# شوكت عصمان
شوكت عصمان (بالبنغالية: শওকত ওসমান) مواليد 2 يناير 1917 - الوفاة 14 مايو 1998 في دكا، هو روائي وكاتب قصص قصيرة بنغلاديشي. حصل على جائزة أكاديمية بنغلا الأدبية عام 1962، وجائزة إيكوشي باداك عام 1983 وجائزة يوم الاستقلال عام 1997.

## النشأة والتعليم
ولد عصمان في هوجلي في البنغال الغربية. والده الشيخ محمد يحيى. تلقى عصمان تعليمه في جامعة عالية (القسم الأنجلو-فارسي)، وفي كلية سانت كزافييه في كلكتا حيث تخرج في عام 1938. ثم حصل على درجة الماجستير في الأدب البنغالي من جامعة كلكتا عام 1941.

## المسيرة المهنية
هاجر عصمان إلى باكستان الشرقية (بنجلاديش الحالية) بعد تقسيم الهند عام 1947. بدأ التدريس في كلية التجارة شيتاغونغ. ثم شغل منصب عضو هيئة التدريس في كلية دكا خلال 1959-1972.

## المؤلفات
على الرغم من أن عصمان كان معروفًا بشكل رئيسي ككاتب روائي وكاتب قصة قصيرة، فقد كتب أيضًا في عدد من الأنواع الأخرى مثل المقالات والمسرحيات والفكاهة والمذكرات وكتب الأطفال. كانت رواية عصمان البارزة الأولى هي الجناني، تصور تفكك الأسرة بسبب الانقسام الريفي والحضري. في رواية (ضحك عبد) Kritadaser Hasi استكشف عصمان ظلام السياسة المعاصرة وواقع الديكتاتورية.

## آراء عصمان
على الرغم من أن عصمان لم يكن نشطًا سياسيًا، إلا أنه كان صريحًا في آرائه السياسية. وكان مؤيدًا قويًا للثقافة البنغالية واحتج بشدة ضد الاستبداد والأصولية الدينية.

## عائلته
ابنه يافس أو يافث عصمان (مواليد 1 مايو عام 1946) يشغل منصب وزير العلوم والتكنولوجيا الحالي في بنغلاديش.

## الجوائز
- جائزة أكاديمية البنغالية الأدبية (1962)
- جائزة أدامجي الأدبية (1966)
- جائزة الرئيس (1967)
- جائزة إيكوشي باداك (1983)
- جائزة مؤسسة محبوب الله (1983)
- جائزة مقتدى الأدبية (1991)
- جائزة عيد الاستقلال (1997)

## الوفاة

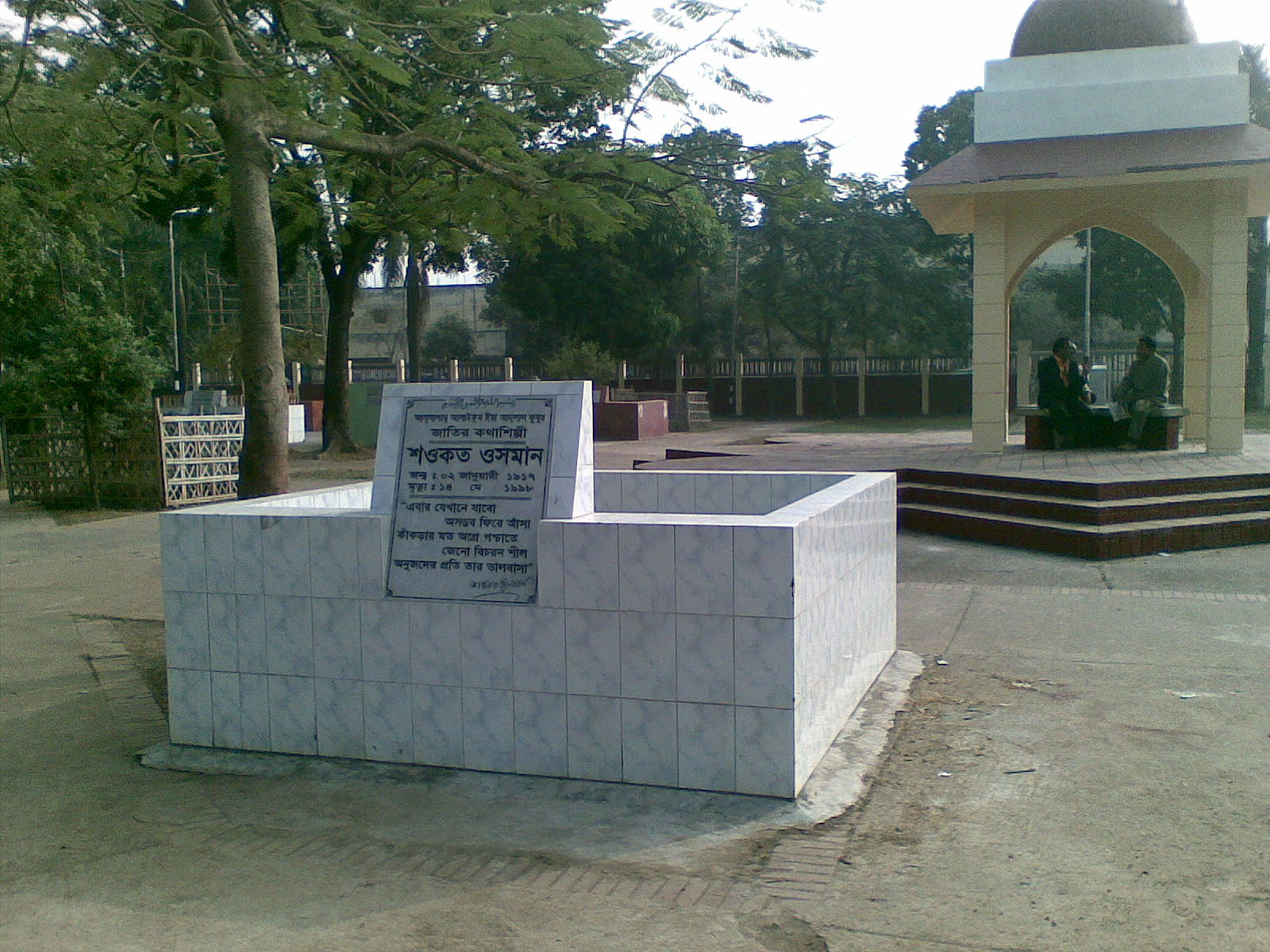
قبر عصمان

توفي عصمان في 14 مايو 1998 في دكا.

## روابط خارجية
- شوكت عصمان على جود ريدز